# Bit-Zamani

Aramese staat Bit-Zamani, weergegeven in het midden rechtsboven

Bit-Zamani was een Aramese staat in het noorden van Mesopotamië in de 9de en 8ste eeuw voor Christus, gelegen ten noorden van het bergachtige gebied van Tur Abdin. In Bit-Zamani lag de stad Omid, tegenwoordig het Turkse Diyarbakır. De staat maakte deel uit van Aram.

## Geografie
Bit-Zamani is gelegen in het huidige Zuidoost-Turkije ten noorden van de Aramese regio Tur Abdin.

## Etymologie
De naam Bit-Zamani betekent Huis van Zaman(i). Veel Aramese koninkrijken en stadsstaten beginnen met de benaming ‘Aram’ om de Aramese oorsprong te benadrukken, of met ‘Bit/Beth’, dat ‘huis van’ betekent.